# Beachvolleybal op de Aziatische Spelen
Beachvolleybal is een van de sporten die op de Aziatische Spelen worden beoefend. Het onderdeel staat sinds de Spelen van Bangkok in 1998 op het programma, twee jaar nadat de sport in Atlanta zijn olympisch debuut maakte. Per editie wordt er zowel voor de mannen als de vrouwen een toernooi georganiseerd.

## Onderdelen
| Onderdeel | 98 | 02 | 06 | 10 | 14 | 18 | 22 | Totaal |
| --------- | -- | -- | -- | -- | -- | -- | -- | ------ |
| Mannen    | •  | •  | •  | •  | •  | •  | •  | 7      |
| Vrouwen   | •  | •  | •  | •  | •  | •  | •  | 7      |
| Totaal    | 2  | 2  | 2  | 2  | 2  | 2  | 2  | 12     |

## Medailles

### Mannen
| Jaar | Plaats    | Goud | Goud                                   | Zilver | Zilver                         | Brons | Brons                              |
| ---- | --------- | ---- | -------------------------------------- | ------ | ------------------------------ | ----- | ---------------------------------- |
| 1998 | Bangkok   | CHN  | Gu Hongyu Li Hua                       | INA    | Irilkhun Shofanna Agus Salim   | INA   | Anjas Asmara Iwan Sumoyo           |
| 2002 | Busan     | JPN  | Katsuhiro Shiratori Satoshi Watanabe   | INA    | Agus Salim Koko Darkuncoro     | CHN   | Li Hua Zhao Chicheng               |
| 2006 | Doha      | CHN  | Zhou Shun Li Jian                      | CHN    | Wu Penggen Xu Linyin           | INA   | Agus Salim Supriadi                |
| 2010 | Guangzhou | CHN  | Wu Penggen Xu Linyin                   | CHN    | Gao Peng Li Jian               | JPN   | Kentaro Asahi Katsuhiro Shiratori  |
| 2014 | Incheon   | KAZ  | Aleksej Sidorenko Aleksandr Djatsjenko | CHN    | Chen Cheng Li Jian             | CHN   | Bao Jian Ha Likejiang              |
| 2018 | Palembang | QAT  | Cherif Younousse Ahmed Tijan           | INA    | Ade Rachmawan Mohammad Ashfiya | INA   | Gilang Ramadhan Danangsyah Pribadi |
| 2022 | Hangzhou  | QAT  | Cherif Younousse Ahmed Tijan           | CHN    | Ha Likejiang Wu Jiaxin         | KAZ   | Sergej Bogatoe Dmitri Jakovlev     |

### Vrouwen
| Jaar | Plaats    | Goud | Goud                                   | Zilver | Zilver                                     | Brons | Brons                        |
| ---- | --------- | ---- | -------------------------------------- | ------ | ------------------------------------------ | ----- | ---------------------------- |
| 1998 | Bangkok   | THA  | Manatsanan Pangka Rattanaporn Arlaisuk | JPN    | Yukiko Takahashi Mika Saiki                | JPN   | Ryoko Tokuno Chiaki Kusuhara |
| 2002 | Busan     | CHN  | Tian Jia Wang Fei                      | CHN    | Wang Lu You Wenhui                         | JPN   | Ryoko Tokuno Chiaki Kusuhara |
| 2006 | Doha      | CHN  | Xue Chen Zhang Xi                      | JPN    | Shinako Tanaka Eiko Koizumi                | CHN   | Wang Jie Tian Jia            |
| 2010 | Guangzhou | CHN  | Xue Chen Zhang Xi                      | CHN    | Huang Ying Yue Yuan                        | THA   | Usa Tenpaksee Jarunee Sannok |
| 2014 | Incheon   | CHN  | Ma Yuanyuan Xia Xinyi                  | THA    | Tanarattha Udomchavee Varapatsorn Radarong | CHN   | Wang Fan Yue Yuan            |
| 2018 | Palembang | CHN  | Wang Fan Xia Xinyi                     | JPN    | Megumi Murakami Miki Ishii                 | INA   | Dhita Juliana Putu Utami     |
| 2022 | Hangzhou  | CHN  | Xue Chen Xia Xinyi                     | JPN    | Sayaka Mizoe Miki Ishii                    | CHN   | Wang Fan Dong Jie            |

### Medaillespiegel
| Rang   | Land       | Goud | Zilver | Brons | Totaal |
| 1      | China      | 9    | 6      | 5     | 20     |
| 2      | Qatar      | 2    | 0      | 0     | 2      |
| 3      | Japan      | 1    | 4      | 3     | 8      |
| 4      | Thailand   | 1    | 1      | 1     | 3      |
| 5      | Kazachstan | 1    | 0      | 1     | 2      |
| 6      | Indonesië  | 0    | 3      | 4     | 7      |
| Totaal | Totaal     | 14   | 14     | 14    | 42     |

Bangkok 1998 · 
Busan 2002 · 
Doha 2006 · 
Guangzhou 2010 ·
Incheon 2014 ·
Palembang 2018  ·
Hangzhou 2022